# Elise von Szczepańska
Elise Emilie von Szczepańska, auch Elise von Szczepanski/Szczepańsky (* 17. November 1832 oder 1833 in Dessau als Elise Emilie Lehmann; † 27. Mai 1907 in Weimar) war eine deutsche Ratgeberautorin, die als Frau von Sz. publizierte und deren Name später als Pseudonym E. von Szczepanska verwendet wurde. 1888 wurde sie zu den „berühmtesten Kochbuch-Verfasserinnen“ gezählt.

## Leben und Wirken
Sie wurde in der anhaltischen Residenzstadt Dessau als Tochter des Kaufmanns Benedict Lehmann und dessen Ehefrau Friederike geborene Mortier geboren.
Lehmann lernte den Offizier Gustav von Szczepański aus Werl kennen, den sie heiratete und mit dem sie nach dessen Ausscheiden aus dem aktiven Militärdienst als Frau Bürgermeisterin in Heddesdorf und danach als Frau Hauptmann in Düsseldorf lebte. 1883 erschien dort ihr Ratgeber Neueste gute Schnellküche für Gesunde und Kranke. Die Nachfrage war so groß, dass bereits 1884 die zweite Auflage und 1893 eine verbesserte und vermehrte dritte Auflage folgte. Im Börsenblatt für den deutschen Buchhandel vom 13. August 1884 verriet sie im amtlichen Teil ihre wahre Identität, nachdem sie sich am 30. Juni 1884 ihr Urheberrechte an diesen beiden Buchauflagen beim Rat der Stadt Leipzig als damaliges Kuratorium der Eintragsrolle für Buchautoren schützen ließ. Für ihren Ratgeber Die Conserven von Früchten und Pflanzenstoffen erleichtert, sparsamst und trefflich herzustellen von Frau von Sz., der 1892 in Elberfeld erschien, sicherte sie sich ein Jahr später die Rechte als Urheberin. Zu diesem Zeitpunkt lebte sie bereits in Weimar, wo sie gemeinsam mit ihrem Ehemann, der auch als Autor tätig war, ihren Lebensabend verbrachte. Er starb am 8. November 1900 und sie im Alter von 74 Jahren knapp sieben Jahre später.
Dem Verleger und Autor Hermann Oesterwitz, der zuletzt in die Geburtsstadt Dessau von Elise von Szczepańska gezogen war, werden die Ratgeber von Elise von Szczepańska nicht unbekannt geblieben sein, denn aus seiner Feder fanden die volkverbundenen Bände seiner von ihm ins Leben gerufenen Reihe Deutsche Frauen-Bücherei großen Absatz. Er griff nach ihrem Tod 1907 ihren urheberrechtlich damals nicht geschützten Autorennamen auf und publizierte mehrere Ratgeber unter dem Pseudonym E. von Szczepańska, später teilweise auch unter [Dr.] E. von Szczepańska-Gießen. Inwieweit er dabei möglicherweise auf handschriftliche Manuskripte in deren Nachlass zurückgegriffen hat, ist offensichtlich nicht erforscht, wie auch bislang nur sehr wenig über die Autorin bekannt ist.

## Schriften (Auswahl)
- Neueste gute Schnellküche für Gesunde und Kranke. Dietz, Düsseldorf 1883; 2. verb. Auflage ebenda 1884.
- Die Conserven von Früchten und Pflanzenstoffen erleichtert, sparsamst und trefflich herzustellen von Frau von Sz. Baedecker’sche Kunsthandlung in Firma Martini & Grüttesien, 1893.
- Neueste, gute Schnellküche. Eine Anleitung zur schnellen, erleichterten und sparsamen Herstellung nahrhafter und wohlschmeckender Gerichte für jeden Haushalt. 3., verbesserte und vermehrte Auflage. Schirmer, Berlin 1895.